# Wahlkreis Steglitz-Zehlendorf 3
Der Wahlkreis Steglitz-Zehlendorf 3 ist ein Abgeordnetenhauswahlkreis in Berlin. Er gehört zum Wahlkreisverband Steglitz-Zehlendorf und umfasst die Gebiete Augustaplatz, Finkensteinallee, Goerzallee, Dahlemer Weg, Teltower Damm und Sachtlebenstraße in der Ortslage Lichterfelde West des Ortsteils Lichterfelde und die Ortslage Schönow des Ortsteils Zehlendorf.

## Abgeordnetenhauswahl 2023
Bei der Wahl zum Abgeordnetenhaus von Berlin 2023 traten folgende Kandidaten an:
| Name                              | Partei           | Anteil der Erststimmen | Anteil der Zweitstimmen |
| --------------------------------- | ---------------- | ---------------------- | ----------------------- |
| Christian Goiny                   | CDU              | 40,5 %                 | 36,8 %                  |
| Martin Matz                       | SPD              | 21,7 %                 | 20,5 %                  |
| Mariella Perna                    | Grüne            | 19,2 %                 | 18,0 %                  |
| Jan Trommershausen                | FDP              | 05,9 %                 | 08,7 %                  |
| Volker Graffstädt                 | AfD              | 04,8 %                 | 05,0 %                  |
| Dennis Egginger-Gonzalez          | Die Linke        | 03,9 %                 | 04,9 %                  |
| Sebastian Fiedler                 | Tierschutzpartei | 02,0 %                 | 01,6 %                  |
| Knut Steenwerth                   | Die PARTEI       | 01,0 %                 | 00,8 %                  |
| Detlef Wiechers                   | dieBasis         | 00,7 %                 | 00,5 %                  |
| Lothar Kurtz                      | Piraten          | 00,4 %                 | 00,2 %                  |
| –                                 | Volt             | –                      | 01,1 %                  |
| –                                 | Sonstige         | –                      | 01,9 %                  |
| Wahlberechtigte: 33.163 Einwohner |                  |                        |                         |
| Wahlbeteiligung: 74,5 %           |                  |                        |                         |

## Abgeordnetenhauswahl 2021
Bei der im Nachhinein für ungültig erklärten Wahl zum Abgeordnetenhaus von Berlin 2021 traten folgende Kandidaten an:
| Name                              | Partei           | Anteil der Erststimmen | Anteil der Zweitstimmen |
| --------------------------------- | ---------------- | ---------------------- | ----------------------- |
| Christian Goiny                   | CDU              | 31,3 %                 | 27,4 %                  |
| Martin Matz                       | SPD              | 23,3 %                 | 22,3 %                  |
| Mariella Perna                    | Grüne            | 21,5 %                 | 20,5 %                  |
| Jan Trommershausen                | FDP              | 09,4 %                 | 11,8 %                  |
| Volker Graffstädt                 | AfD              | 04,5 %                 | 04,7 %                  |
| Dennis Egginger-Gonzalez          | Die Linke        | 04,0 %                 | 05,2 %                  |
| Sebastian Fiedler                 | Tierschutzpartei | 02,3 %                 | 01,6 %                  |
| Detlef Wiechers                   | dieBasis         | 01,4 %                 | 01,2 %                  |
| Knut Steenwerth                   | Die PARTEI       | 01,1 %                 | 00,9 %                  |
| Anita Plavec                      | Freie Wähler     | 00,8 %                 | 00,6 %                  |
| Lothar Kurtz                      | Piraten          | 00,5 %                 | 00,3 %                  |
| –                                 | Volt             | –                      | 01,2 %                  |
| –                                 | Sonstige         | –                      | 02,3 %                  |
| Wahlberechtigte: 33.381 Einwohner |                  |                        |                         |
| Wahlbeteiligung: 83,6 %           |                  |                        |                         |

## Abgeordnetenhauswahl 2016
Bei der Wahl zum Abgeordnetenhaus von Berlin 2016 traten folgende Kandidaten an:
| Name                              | Partei           | Anteil der Erststimmen | Anteil der Zweitstimmen |
| --------------------------------- | ---------------- | ---------------------- | ----------------------- |
| Christian Goiny                   | CDU              | 32,1 %                 | 27,9 %                  |
| Matthias Trenczek                 | SPD              | 24,8 %                 | 21,6 %                  |
| Tonka Wojahn                      | Grüne            | 17,0 %                 | 16,7 %                  |
| Thomas Seerig                     | FDP              | 09,9 %                 | 12,6 %                  |
| Andreas Wild                      | AfD              | 09,6 %                 | 09,8 %                  |
| Hans-Walter Krause                | Die Linke        | 05,0 %                 | 06,2 %                  |
| Lothar Kurtz                      | Piraten          | 01,7 %                 | 01,2 %                  |
| –                                 | Tierschutzpartei | 0–                     | 01,5 %                  |
| –                                 | Sonstige         | 0–                     | 02,5 %                  |
| Wahlberechtigte: 33.085 Einwohner |                  |                        |                         |
| Wahlbeteiligung: 77,4 %           |                  |                        |                         |

## Abgeordnetenhauswahl 2011
Bei der Wahl zum Abgeordnetenhaus von Berlin 2011 traten folgende Kandidaten an:
| Name                              | Partei           | Anteil der Erststimmen | Anteil der Zweitstimmen |
| --------------------------------- | ---------------- | ---------------------- | ----------------------- |
| Christian Goiny                   | CDU              | 42,3 %                 | 38,2 %                  |
| Jan Kellermann                    | SPD              | 29,6 %                 | 24,4 %                  |
| Sadullah Abdullah                 | Grüne            | 20,0 %                 | 21,8 %                  |
| Sonning Augstin                   | FDP              | 02,6 %                 | 03,1 %                  |
| Gerald Bader                      | Die Linke        | 02,5 %                 | 02,6 %                  |
| Alexander Papenfuß                | Pro Deutschland  | 01,6 %                 | 00,7 %                  |
| Peter Zdunneck                    | Die Freiheit     | 01,5 %                 | 00,8 %                  |
| –                                 | Piraten          | –                      | 05,6 %                  |
| –                                 | Tierschutzpartei | –                      | 01,1 %                  |
| –                                 | Sonstige         | –                      | 01,7 %                  |
| Wahlberechtigte: 31.872 Einwohner |                  |                        |                         |
| Wahlbeteiligung: 73,6 %           |                  |                        |                         |

## Abgeordnetenhauswahl 2006
Bei der Wahl zum Abgeordnetenhaus von Berlin 2006 traten folgende Kandidaten an:
| Name                              | Partei    | Anteil der Erststimmen |
| --------------------------------- | --------- | ---------------------- |
| Christian Goiny                   | CDU       | 38,2 %                 |
| Martin Matz                       | SPD       | 32,5 %                 |
| Johann Müller-Gazurek             | Grüne     | 13,2 %                 |
| Sonning Augstin                   | FDP       | 10,6 %                 |
| Axel Hülfert                      | WASG      | 03,0 %                 |
| Sieglinde Wagner                  | Die Linke | 02,4 %                 |
| Wahlberechtigte: 30.992 Einwohner |           |                        |
| Wahlbeteiligung: 72,3 %           |           |                        |

## Abgeordnetenhauswahl 2001
Bei der Wahl zum Abgeordnetenhaus von Berlin 2001 traten folgende Kandidaten an:
| Name                              | Partei | Anteil der Erststimmen |
| --------------------------------- | ------ | ---------------------- |
| Jutta Hertlein                    | SPD    | 37,3 %                 |
| Christian Goiny                   | CDU    | 33,3 %                 |
| Martin Lindner                    | FDP    | 15,0 %                 |
| Johann Müller-Gazurek             | Grüne  | 10,7 %                 |
| Sieglinde Wagner                  | PDS    | 03,7 %                 |
| Wahlberechtigte: 30.978 Einwohner |        |                        |
| Wahlbeteiligung: 78,9 %           |        |                        |

## Abgeordnetenhauswahl 1999
Bei der Wahl zum Abgeordnetenhaus von Berlin 1999 traten folgende Kandidaten an:
| Name                              | Partei | Anteil der Erststimmen |
| --------------------------------- | ------ | ---------------------- |
| Ulrich Manske                     | CDU    | 53,3 %                 |
| Jutta Hertlein                    | SPD    | 28,2 %                 |
| Renate Lindemann                  | Grüne  | 11,7 %                 |
| Hans-Joachim Stadermann           | FDP    | 03,3 %                 |
| Sieglinde Wagner                  | PDS    | 02,7 %                 |
| Lore Misselwitz                   | ödp    | 00,8 %                 |
| Wahlberechtigte: 30.372 Einwohner |        |                        |
| Wahlbeteiligung: 76,6 %           |        |                        |

## Abgeordnetenhauswahl 1995
Vor ihrer Fusion hatten der Bezirk Steglitz und der Bezirk Zehlendorf bei der Abgeordnetenhauswahl 1995 insgesamt acht Wahlkreise, seit 1999 sind es sieben. Ein direkter Vergleich ist daher nicht möglich.

## Bisherige Abgeordnete
Direkt gewählte Abgeordnete des Wahlkreises Steglitz-Zehlendorf 3 (bis 1999: Steglitz 3):
| Jahr | Name            | Partei | Anteil der Erststimmen |
| ---- | --------------- | ------ | ---------------------- |
| 2023 | Christian Goiny | CDU    | 40,5 %                 |
| 2021 | Christian Goiny | CDU    | 31,3 %                 |
| 2016 | Christian Goiny | CDU    | 32,1 %                 |
| 2011 | Christian Goiny | CDU    | 42,3 %                 |
| 2006 | Christian Goiny | CDU    | 38,2 %                 |
| 2001 | Jutta Hertlein  | SPD    | 37,3 %                 |
| 1999 | Ulrich Manske   | CDU    | 53,3 %                 |